# Глигорије Зајечарановић
Глигорије Зајечарановић, (Велики Јасеновац, 12. фебруар 1930 – Ниш, 28. децембар 2008) био је српски филозоф, марксиста.

## Биографија
Студије филозофије завршио је 1960. године. Од 1961. радио је као асистент на предмету Историја филозофије на Филозофском факултету у Београду до 31. октобра 1963. Од самог формирања па до одласка у пензију радио је као професор на Филозофском факултету у Нишу где је обављао јавне функције: декана Филозофског факултета, ректора Универзитета у Нишу, управника Студијске групе за социологију, Центра за марксизам, уредника часописа. Докторирао је на проблему класичне немачке филозофије, објавио је преко 250 научних радова у домаћим и иностраним часописима („Facta Universitatis“, Ниш, бр.2/ (1999). pp. 167–176) и више самосталних књига. Проф. др Глигорије Зајечарановић предавао је бројне дисциплине на Филозофском факултету у Нишу и другим факултетима у земљи: филозофију, логику, методологију наука, марксизам, савремену филозофију. Био је ментор многим дипломцима на социологији, магистрантима и докторантима; члан комисије и председник. Бавио се и превођењем филозофске литературе са немачког језика.

### Филозофске студије
- Анализа и синтеза у оквиру дијалектике Хегела и Маркса, 1966.
- Дијалектика људског света, 1969.
- Општа социолошка библиографија, 1971.
- Дијалектика немачке класичне филозофије, докторска дисертација, 1971.
- Филозофија марксизма: увод у марксизам, 1973., 1990.
- Шта је либерализам?, Зборник, 1973.
- Основи методологије науке, 1974., 1987.
- Друштвено-историјске и теоријске претпоставке формирања марксизма, 1978.
- Марксизам и марксистичко образовање, 1979.
- Историја марксизма: систематско-историјски увод у марксистичку филозофију, 1984.
- Филозофија: увод у основне појмове, 1991.
- Увод у филозофију, 1992.
- Савремена филозофија, Део 1, 1992.
- Савремена филозофија, Други део, 1995.

### Збирке песама
- Софијин поглед, Ниш, 2001.
- Чежња за мудрошћу, Ниш, 2002.
- Румунско- Српски/ Српско- Румунски речник, 2005.